# Сірчистість вугілля
Сірчистість вугілля — вміст у вугіллі сірки та її сполук, виражений у відсотках від маси вугілля. Сірка у вугіллі існує в чотирьох модифікаціях: колчеданова (зерна піриту та марказиту різної крупності), сульфатна (сульфати заліза та кальцію), органічна (в органічній масі вугілля) та елементарна.
За іншою класифікацією у твердому паливі розрізняють сірку органічну Sо, що входить до складу органічної маси палива, сірку сульфідну Sc і піритну Sp, в яку входять сульфіди і бісульфіди металів, сульфатну, яка знаходиться у вигляді сульфатів металів, і елементну сірку, яка присутня у вугіллі у вільному стані. Сума вказаних різновидів сірки складає загальну сірку St. Показник технічного аналізу — загальна сірка вугілля (St,%) — вказує на сумарний вміст сірки у всіх сполуках, перерахований умовно на елементну сірку (%) по відношенню до вугілля, що аналізується.
Генезис різних форм сірки обумовлюється геохімічною обстановкою в зоні формування вугільних покладів. Сульфатна (єдина негорюча форма сірки) присутня у значимих кількостях лише у вугіллі зони вивітрювання (у складі ґіпсу та ярозиту). За наявності реакційно здатного заліза в умовах відновного середовища утворюється пірит.
У вугіллі України загальний вміст сірки варіює в межах 0,7-6,0 %. Якщо в торфах вміст загальної сірки коливається від 0,5 до 2,5 %, то буре українське вугілля містить від 3 до 7 % сірки, підмосковне буре гумусове вугілля — 1,5 — 7,9 %. У вугіллі Донбасу вміст сірки змінюється від 0,5 до 9,3 %, а в антрацитах від 0,6 до 6,3 %. З урахуванням технологічної переробки кам'яне вугілля Донбасу за сірчистістю поділяють на 4 групи:
- 1. Малосірчисте Від 0,5 до 1,5
- 2. Средньосірчисте Від 1,6 до 2,5
- 3. Сірчисте Від 2,6 до 4,0
- 4. Високосірчисте Понад 4,0

Зниження сірчистості вугілля при збагаченні досягається
лише в тих випадках, коли сірка та її сполуки зосереджені переважно в мінеральних домішках, що видаляються у відходи. Як правило, це піритна сірка.
Методи визначення сірчистості вугілля. Прийнято три методи
визначення масової частки загальної сірки у вугіллі: гравіметричний, алкаліметрічне титрування і йодометричне титрування.
Гравіметричний метод оснований на поглинанні оксидів сірки, що
утворюються при спаленні наважки палива, сумішшю Ешка, яка
складається з магнезії і безводної соди, з утворенням сірчанокислих
солей магнію і натрію. Солі, що утворилися, розчиняють у гарячій
воді й осаджують хлоридом барію в підкисленому соляною кислотою
розчині. За кількістю сульфату барію обчислюють масову частку сірки.
Цей метод зафіксований у Міжнародному стандарті ISO 334-74.
Прискорений метод визначення загальної сірки передбачає
спалення палива при високій температурі (1250—1350°С) у струмені
повітря або кисню. Сірчисті сполуки, що утворюються при цьому, окислюються перекисом водню до сірчаної кислоти, яка титрується
розчином лугу (перший спосіб) або розчином йоду (другий спосіб).
Аналогічна методика наводиться в стандарті ISO 351-75.
За міжнародним стандартом ISO 157-75, сульфатна сірка
визначається ваговим й об'ємним методами. Ваговий метод зводиться до розчинення сульфатів вугілля в соляній кислоті й осадження сульфат-іонів хлористим барієм.
При об'ємному методі визначення сульфатної сірки також
розчиняють сульфати вугілля в соляній кислоті, однак кількість
сірки знаходять шляхом титрування.
У міжнародному стандарті ISO 157-75 наведені два методи
визначення масової частки піритної сірки у вугіллі.
Метод окиснення оснований на визначенні вмісту заліза, пов'язаного із сіркою у вигляді FeS2, виходячи з того, що при окисленні піриту азотною кислотою утворюються розчинні сульфати, за кількістю яких можна визначити вміст піритної сірки.
Метод відновлення заснований на відновленні піриту воднем до
H2S, поглинанні останнього ацетокислим калієм і йодометричному
визначенні.
Масову частку органічної сірки визначають за різницею шляхом
віднімання з St масової частки сульфатної, піритної й елементної сірки.
У приладах фірми Leco автоматично визначається вміст сірки
у вугіллі, коксі і інших матеріалах за допомогою детектора інфрачервоного випромінювання й електронного мікропроцесора для
обробки сигналу детектора. Разовий аналіз вугілля на сірку за
допомогою приладів фірми Leco триває до 1-2 хв.
ІнститутУкрНДІвуглезбагачення розробив золомір типу ЗАР, який
рекомендований для визначення сірчистості вугілля рентгено-
метричним методом із необхідною для промисловості точністю.